# عشق امروزی (فیلم ۲۰۰۹)
عشق امروزی (به هندی: Love Aaj Kal) فیلمی محصول سال ۲۰۰۹ و به کارگردانی امتیاز علی است. در این فیلم بازیگرانی همچون سیف علی خان، دیپیکا پادوکونه، ریشی کاپور، جیزلی مونتیرو، راجندرانات زوتشی، نیتو سینگ، آماندو روزاریو ایفای نقش کرده‌اند.